# 壽門堂
壽門堂（日语：寿門堂）是一家日本動畫製作公司。主要負責動畫製作、後製修飾、攝影處理的公司，公司成立於2009年12月。

## 概要
2009年12月在東京都練馬區大泉學園町成立。主要承接原畫、動畫、完稿上色收尾、指定巡檢、線路攝影、攝影處理等分包工作。

公司總部設立於東京都練馬區，在武藏野市、福岡市兩地也設有動畫工作室，在海外南韓設有製作據點。

壽門堂是日本少數具備承接原動仕(原畫、動畫、仕上)的動畫公司。由公司內的日本人負責作畫監督、第二原畫、動畫、完稿上色收尾、動畫檢查、指定檢查。現在更成為能承接大量動畫製作業務的日本大型動畫工作室之一。

跟日本另一動畫公司「動畫工房」有大量業務往來，在動畫工房推出所有原創動畫作品中，壽門堂幾乎都參與了協力製作，包含作畫監督、原畫、第二原畫、動畫檢查、動畫、色指定、上色收尾、攝影等所有流程。

其中，由動畫工房所主導的部份作品，幾乎不會將動畫和最後完稿上色收尾的工作外包給其他動畫工作室，而是僅由動畫工房本身及委派壽門堂，兩家公司共同負責大部份的動畫作業。

2022年開始獨立製作電視動畫，推出首部動畫作品《這個僧侶有夠煩》。

## 作品一覽

### 電視動畫
| 年份   | 播出時間   | 中文名稱                                  | 日文名稱 | 導演                        | 系列構成 | 原作       | 備註 |
| ------ | ---------- | ----------------------------------------- | -------- | --------------------------- | -------- | ---------- | ---- |
| 2022年 | 4月－6月   | 這個僧侶有夠煩                            |          | 中西伸彰                    | 志茂文彥 | 漫畫       |      |
| 2023年 | 10月－12月 | 靠著魔法藥水在異世界活下去！              |          | 中西伸彰                    | 伊神貴世 | 小說       |      |
| 2024年 | 1月－3月   | 反派千金等級99 ～我是隱藏頭目但不是魔王～ |          | 山岡實                      | 志茂文彥 | 小說       |      |
| 2025年 | 7月－      | 歌聲是法式千層酥                          |          | 佐藤卓哉（總導演） 中嶋清人 | 山中拓也 | 多媒體企劃 |      |
| 2025年 | 10月－     | 女騎士成為蠻族新娘                        |          | 田中孝行                    | 浅川美也 | 漫畫       |      |

## 外部連結
- 壽門堂官方網站（日語）